# 山川黙
山川 黙（やまかわ しずか、1886年7月26日-1966年2月21日）は、日本の教育者。旧姓は河田。日本山岳会の創始者のひとり。

## 年譜
- 明治19年（1886年）7月26日　東京府四谷区四谷信濃町生まれ。父は東京市助役を務めた河田烋[1]。河田烈は兄[1]。
- 明治37年（1904年）　東京府立第一中学校卒業。
- 明治38年（1905年）日本山岳会の創立発起人となる[2]
- 明治41年（1908年）　山川操（山川二葉、山川浩、山川健次郎、大山捨松の姉妹で小出光照の妻であり、昭憲皇太后の女官）の養子[1]となり、山川姓を名乗る。
- 大正2年 （1913年）　東京帝国大学理学部植物学科を卒業[3]。
- 大正4年 （1915年）昭憲皇太后の女官だった久世三千子（子爵久世通章の庶子）と結婚[4]。
- 大正6年 （1917年）　長男・重一誕生
- 大正11年 （1922年）　次男・重次誕生
- 大正13年 （1924年）　京北中学校（現・東洋大学京北中学高等学校）教諭、慶應義塾大学予科教授を経て、旧制武蔵高等学校教授就任[5]
- 昭和17年（1942年）8月 - 昭和21年（1946年）2月　息子たちの母校でもある武蔵高等学校の四代目の校長を務める(叔父の山川健次郎は同校二代目校長)。会津会会員[6]。
- 昭和41年（1966年）2月21日死去（享年79）。

## 山川三千子
妻三千子は、1892年に子爵・久世通章の長女(庶子)として京都に生まれる。1909年より宮中に出仕、明治天皇、昭憲皇太后に仕え1914年に退官。翌年に山川黙と結婚、1965年に没。晩年に下記『女官』を著した。
著書
- 『女官』実業之日本社, 1960年
  - 『女官－明治宮中出仕の記』講談社学術文庫, 2016年。原武史解説